# Chautauqua (Nowy Jork)
Chautauqua – miasto w Stanach Zjednoczonych, w stanie Nowy Jork, w hrabstwie Chautauqua.